# Los Juncos (San Pablo)
Es una localidad ubicada en la ribera sur del Río Bueno, en la comuna de San Pablo. Frente a Puerto Carrasco en la ribera norte, perteneciente a la comuna de La Unión.
Cerca de allí se encuentra la Escuela Rural San Florentino que atiende a los niños de Las Juntas, Trome y Los Juncos. 

## Accesibilidad y transporte
En el año 2015 se inició un programa del Ministerio de Obras Públicas para poner en valor la navegabilidad del Río Bueno permitiendo la instalación de un embarcadero en esta localidad ribereña.
Los Juncos se encuentra 38,7 km de San Pablo.